# روب كلارك
روب كلارك هو سياسي كندي، ولد في 2 مارس 1967 في كيتيمات في كندا. حزبياً، نشط في حزب المحافظين الكندي. وقد انتخب عضو مجلس العموم الكندي.